# Robert-Schumann-Gymnasium Leipzig
Die Robert-Schumann-Schule, Gymnasium der Stadt Leipzig (RSG) ist ein Gymnasium im Leipziger Stadtteil Lindenau in der Demmeringstraße 84.

## Schulische Nutzung
Das Robert-Schumann-Gymnasium-Leipzig dient als Bildungseinrichtung für mehrere hundert Schüler, die von 54 Lehrern unterrichtet werden.

## Geschichte
Das seit 1905 als Lehrobjekt (Kochschule) genutzte Gebäude steht unter Denkmalschutz (siehe Liste der Kulturdenkmale in Altlindenau, A–K, Demmeringstraße 84 bzw. ID 09292708). Es fungierte zwischenzeitlich auch als Grundschule, Mittelschule und polytechnische Oberschule, ist aber seit 1991 ein Gymnasium. Im Jahr 2006 wurden 893 Schüler in 42 Klassen von 88 Lehrkräften unterrichtet. Im Schuljahr 2016/17 waren es 666 Schüler. Ab dem Schuljahr 2017/2018 hat das Robert-Schumann-Gymnasium eine Außenstelle. Sie befindet sich in der ehemaligen Uhlandschule auch in Lindenau.

## Profil
Das Gymnasium hat ein naturwissenschaftliches, künstlerisches und gesellschaftswissenschaftlich Profil, Fremdsprachen sind Englisch ab Klasse 5,
Französisch oder Latein ab Klasse 6.
Musisch begabte Schüler können in enger Kooperation mit der Musikschule „Johann Sebastian Bach“ eine fundierte Gesangs- oder Instrumentalausbildung erhalten. Diese oder auch andere Schüler haben die Möglichkeit in der schuleigenen Band, der RSG-Band, mitzuspielen. Das Genre reicht von Pop bis Jazz.